# Rita von Gaudecker
Margarethe Klara Alexandra (genannt) Rita von Gaudecker, geborene von Blittersdorf, auch genannt Tante Rita (* 14. April 1879 in Molstow, Kreis Greifenberg; † 18. März 1968 Ehingen (Donau)) war eine deutsche Schriftstellerin, die viele Kinder- und Jugendbücher sowie religiöse Werke verfasste. Ferner engagierte sie sich im sozialen Bereich.

## Leben und Wirken
Sie stammte aus der uradeligen Familie von Blittersdorf und war das achte von neun Kindern des Carl (Karl) Freiherr von Blittersdorf (* 1829), Landrats-Vertreter, und dessen Ehefrau Ada Freiin von Behr (* 1845; † 1885). Die Mutter starb, als Rita sechs Jahre alt war. Trotz des frühen Todes der Mutter, den der Vater nicht überwinden konnte, verlebte sie zusammen mit ihren Geschwistern ein glückliche Kindheit, über die sie rückblickend schrieb:
Was lebt doch ein Landkind für ein echtes unverstelltes Dasein. Neben den Dorfleuten, allen Tieren des Hofes und der ganzen Natur. Unwissend Kräfte aus ihnen sammelnd. Kräfte der Abwehr und des Überstehens (zit. n. Berger S. 1).
Nach ihrer Konfirmation folgten Jahre des Haustochterdaseins. Sie trug die Verantwortung für den Gutshaushalt und engagierte sich im sozialen Bereich innerhalb des Kapellenvereins.
1914 übernahm Rita Freiin von Blittersdorf die Leitung der Jugendhilfe des Kapellenvereins, zugleich die verantwortliche Schriftleitung des Vereinsblattes Wir wollen helfen!. Fortan betätigte sie sich immer mehr als Schriftstellerin, insbesondere im Bereich der Kinder- und Jugendliteratur. Großen Erfolg erreichte sie mit ihrem autobiografischen Kinderbuch Unter der Molstower Linde, das 1920 erstmals erschien und in den 1960er Jahren nochmals aufgelegt wurde. Ihre religiösen Werke für Kinder und Konfirmanden fanden ebenfalls hohe Beachtung, wie beispielsweise So nimm denn meine Hände. Fünfzig Kinderandachten (1933) oder Jesu geh voran! Fünfzig Kinderandachten (1936).
Am 13. April 1904 heiratete sie den Marineoffizier Gerhard Jobst August Moritz von Gaudecker (* 1874; † 1954), der aus der Familienlinie Kerstin-Krukenbeck mit Besitzungen bis 1945 in Pommern stammte. Die Ehe blieb kinderlos. Nach Aufenthalten u. a. in Kiel, Triest, Konstantinopel und Wilhelmshaven übersiedelte das Ehepaar nach Pommern. Dort kümmerte sich Rita von Gaudecker um die Kinderheime, die unter der Trägerschaft des Kapellenvereins, den sie seit 1921 leitete, standen.
März 1945 flüchtete das Ehepaar von Gaudecker vor den anziehenden Russen unter unvorstellbaren Strapazen nach Berlin. Erste Zuflucht fand das Ehepaar auf dem holsteinischen Stammsitz der freiherrlichen Familie von Hollen. Schließlich übersiedelte es nach Braunschweig, dann in das Schloss Allmendingen bei Ehingen. Von dort aus leitete Rita von Gaudecker den von ihr neugegründeten Helferbund vom Kapellenverein. 1965 legte sie den Vorsitz nieder. Kurz darauf wurde der Verein in Helferbund Rita von Gaudecker e. V. umbenannt, der noch heute existiert. Hinsichtlich ihres literarischen Schaffens hatte sie vermehrt die unvorstellbaren Schicksale von Menschen ihrer angestammten Ostheimat während und nach dem Krieg, dabei insbesondere ihre Vertreibung thematisiert.
Rita von Gaudecker erhielt 1964 das Bundesverdienstkreuz I. Klasse. Vier Jahre später starb sie im Alter von 89 Jahren im Krankenhaus von Ehingen.

## Werke (Auswahl)
- Unter der Molstower Linde. Braunschweig 1920
- Vom Prinzeßchen, das nicht einschlafen konnte. Braunschweig 1921
- Breit aus die Flügel beide! Fünfzig Kinderandachten. Potsdam 1927
- Die Brücke. Stuttgart 1930
- Vom Fischerdorf zur Ottenburg. Potsdam 1931
- Der Weg zur Marie. Hamburg 1932
- So nimm denn meine Hände. Fünfzig Kinderandachten. Potsdam 1933
- Der Weihnachtsgast. Hamburg 1936
- Jesu geh voran! Fünfzig Kinderandachten. Potsdam 1936
- Der Onkel aus Holland. Schwerin 1937
- An neuer Küste. Hamburg 1938
- Nacht am Berg. Gütersloh 1947
- Lampe in der Nacht. Bielefeld 1953
- Die alte Laterne. Bielefeld 1954
- Auf Gottes Acker. Bielefeld 1963